# Morro Bay (Kalifornia)
Morro Bay város az USA Kalifornia államában, San Luis Obispo megyében. Lakosainak száma 10 757 fő (2020. április 1.).

## Népesség
A település népességének változása:

| 2010 | 10 234 |
| 2020 | 10 757 |